# 華城村
華城村（はなぎそん）は、山口県佐波郡にあった村。現在の防府市中心部の西方、佐波川の左岸にあたる。

## 地理
- 河川：佐波川

## 歴史
- 1889年（明治22年）4月1日 - 町村制の施行により、仁井令村・伊佐江村・植松村の区域をもって発足。
- 1936年（昭和11年）8月25日 - 防府町・中関町・牟礼村と合併して防府市が発足。同日華城村廃止。

## 交通

### 鉄道
旧村域を鉄道省の山陽本線が通過したが、駅は所在しなかった。